# Малышев, Михаил Георгиевич
Михаил Георгиевич (Егорович) Малышев (1852—1912) — русский художник и график.
Писал картины на жанровые, исторические и батальные сюжеты. Помимо изобразительного искусства, занимался литературной деятельностью. Автор воспоминаний о Всеволоде Гаршине, детских книг, стихотворений, статей об искусстве.

## Биография
Родился в 1852 году в Тамбовской губернии.
Общее образование получил в 7-й реальной гимназии в Петербурге. Учился в Императорской академии художеств с 1871 по 1876 годы. В 1877 году, не окончив курса, вместе с писателем В. М. Гаршиным отправился на русско-турецкую войну 1877—1878 годов в качестве солдата-добровольца. По возвращении привез многочисленные военные зарисовки. Так в Государственной Третьяковской галерее находится его картина «В Болгарии» (1879), изображающая эпизод из этой войны.
Жил и работал Малышев в Петербурге. В 1880—1890-х годах помещал рисунки, карикатуры и иллюстрации в журналах «Всемирная иллюстрация», «Осколки», «Огонёк», «Дело и отдых», «Стрекоза» и других. Автор ряда почтовых открыток. Сотрудничал с издателями Ф. Ф. Павленковым, А. С. Сувориным. Иллюстрировал произведения А. С. Пушкина,М. Ю. Лермонтова, В. Г. Короленко, М. Е. Салтыкова-Щедрина, В. М. Гаршина.
С 1886 года он — участник выставок. Экспонировал работы на выставках ИАХ (1886—1893, с перерывами), ТПХВ (1882—1892; сопровождал выставки Товарищества по различным городам России, в частности, в Одессе (1886), Харькове и Екатеринбурге (1887)), Московского общества любителей художеств (1889—1892), на Всероссийской промышленной и сельскохозяйственной выставке в Нижнем Новгороде. Член (с 1904 года) и экспонент Санкт-Петербургского общества художников (1904—1915, с перерывами).
Умер 30 декабря 1912 года в Санкт-Петербурге.
В 1913 году в Петербурге состоялась мемориальная выставка художника.

## Труды
Произведения Малышева находятся в ряде музейных собраний, в том числе в Государственной Третьяковской галерее, Иркутском областном художественном музее им. В. П. Сукачева.